# Битка код Музајаха
Битка код Музајахa (арапски: معركة المصيخ) водила се између муслиманске арапске војске и Сасанидског царства. Када је Халид ибн Валид отишао из Ајн ел Тамра у Думат Ел Џандал како би пружио помоћ Ијаду ибн Ганму, персијски двор је веровао да се Халид вратио у Арабију са већим делом своје војске. Персијанци су одлучили да муслимане одбаце ка пустињи и поврате територије и углед који је изгубило Персијско царство. Персијци су одлучили да се више неће борити против Халида, али су били прилично спремни да се боре против муслимана које не предводи Халида ибн ел Валид.

## Позадина
До овог времена Бахман је организовао нову војску, коју су једним делом чинили преживели из битке код Улаиса, а другим делом чинили ветерани гарнизона из других делова царства, а делом и свежи регрути. Ова војска је сада била спремна за битку. Међутим, због свијух бројних и неискусних регрута, није имала исти квалитет као снаге које су се борила против муслимана јужно од Еуфрата. Бахман је одлучио да не пушта ову војску у борбу све док њене снаге не буду биле појачане великим снагама хришћанских Арапа, који су остале одани царству. Стога је покренуо преговоре са Арапима. Хришћански Арапи су са се радо одазвали позиву и оберучке га прихватили о чему су известили нестрпљиви сасанидски двор. Осим пораза у бици код Ајн ел Тамра, разјарени Арапи са овог подручја такође су захтевали освету због убиства свог великог племенског вође, Ака ибн Кајс ибн Башира. Они су притом били забринути услед чега су желели да поврате своју земљу коју су им муслимани преотели,као и да ослободе своје другове који су пали у заробљеништво освајача. Велики број кланова почео је да се припрема за рат. Бахман је поделио персијске снаге на две теренске војске и послао их из Ктесифона. Једана се под Рузбехом преместила у Хусаид, а друга, под Зармахром, је прешла у Ханафис. У овом периоду те две војске налазиле су се у одвојеним областима ради лакшег кретања и управљања, али оне нису требале да напусте ове локације све док хришћански Арапи не буду били спремни за борбу. Бахман је планирао да сконцентрише целокупну царску војску како би сачекао муслимански напад или кренуо на југ како би се сукобио са муслиманима код Хире.
Али хришћански Арапи још нису били спремни. Формирали су две групе: прву, под вођством Хузаил бин Имрана,која се концентрисала код Музајаха; другу, под заповедништвом Рабиа бин Буџаира,која се окупила на два места која су се налазила у непосредној близини једно другом - Санија и Зумаила. Ове две групе, би се кад буду спремне, придружиле Персијаницима и формирале једну велику, моћну војску. То је ситуација која је дочекала Халида по доласку у Хиру из Думат Ел Џандала негде за време четврте недеље у септембру 633. године. Ситуација је могла попримити опасне размере, али само у случају када би се четири царске војске успеле ујединити и предузети офанзивне акције против Хире.
Халид је одлучио да крене у борбу и уништи сваку царску војску понаособ. Имајући на уму ову стратегију, он је поделио муслимански гарнизон из Хире на два корпуса, од којих је један ставио под заповедништво Ел Каке ибн Амр ат Тамимија, а другу под Абу Лаилуом. Халид их је обојицу послао у Ајн ел Тамр, где ће им се он нешто касније придружити, након што се буду одмориле трупе које су ратовале код Думат Ел Џандала.
Неколико дана касније цела муслиманска војска била је сконцентрисана у Ајн ел Тамру, осим малог гарнизона остављеног под Ијад ибн Ганмом који је имао задатак да се брине о Хири. Војка је сада била организована у три корпуса од по око 5.000 људи, од којих је један део био чуван у резерви. Халид је послао Ел Каку ибн Амр ат Тамимија у Хусаиду и Абу Лаилу у Ханафис са наредбама за уништење персијских снаге на тим положајима. Халид је имао намеру да крене у брзу и истовремену борбу са обе персијске војске, тако да ни једна не може побећи, док би друга била разбијена на комаде. Али су изгледи за овако нешто били врло мали; јер је марш до Ханафиса био дужи него до Хусаида, а Абу Лаила није успео да премести своје снаге довољном брзо чиме би надокнадио ову разлику. У међувремену, Халид је остао са својим резервним корпусом у Ајн ел Тамру како би се заштитио од било каквог офанзивног покрета из Санијиа и Зумаила у правцу према Хири. Кака је поразио персијску војску код Хусаида, а преостала војска се повукла у Ханафис. Када је заповедник војске у Ханафису чуо за победу Муслимана код Хусаида; повукао је своје снаге у Музајах и придружио се хришћанским Арапима.

## Халидов мaневар
Преостали циљеви били су Музајах, Саниј и Зумаил. Халид ибн ел Валид је одабрао Музајах; остатак су сачињавали мањи циљеви који су се без проблема могли решавати касније. До тог монента Халидовим шпијунима је пошло за руком да утврде тачне локације царског логора код Музајаха. Да би се изборио са тим подухватом, осмислио је маневар који се, ретко примењиван у историји,иначе један од најтежих за контролу и координацију – који је обухватио истовремено усмеравање напада из три правца на исту тачку усред ноћи.

## Напад
Халид ибн ел Валид издао је наредбе за покрет. Три корпуса кренула су са својих положаја у Хусаиду, Ханафису и Ајн ут Тамру засебним рутама које је им је он назначио и састајали се у одређено доба ноћи, у одређеном сату, на одређеном месту неколико километара од Музајаха. Тај потез изведен је како је и планирано, а три корпуса сконцентрисала су се, на за то предвиђено место. Он им је одредио време за напад и три засебна правца из којих ће три корпуса напасти непријатеља а на које они неће ни посумњати. Царска војска је за планирани напад на себе сазнала тек када су се из три правца рушилачке муслиманске војне снаге устремиле на логор. У збрци која је тада завладала усред мркле ноћи царској војсци није пошло за руком да се прибере. Целим логором су завладали паника и ужас док су преживели војници бежали од једног муслиманског корпуса ка другоме. На Хиљаде их је било убијено. Муслимани су на послетку покушали да докрајче ове снаге, али је велики број Персијанаца и Арапа ипак успео да се извуче, а помогао им је и сам мрак који их је делимично скрио од овог изненадног напада.

## Последице
Након битке код Музајаха, преживели Арапски хришћани и персијски војници придружили су се арапској војсци код Санија. Они су касније уништени у бици код Саније и бици код Зумаила.